# Chotanca
Chotanca (bułg. Хотанца) – wieś w północnej Bułgarii, w obwodzie Ruse, w gminie Ruse. Według danych szacunkowych Ujednoliconego Systemu Ewidencji Ludności oraz Usług Administracyjnych dla Ludności, 15 grudnia 2018 roku miejscowość liczyła 854 mieszkańców.